# Walter Vanden Avenne
Walter Zeno Jacqueline ridder Vanden Avenne (Oostrozebeke, 17 juni 1927 – Knokke-Heist, 11 april 2023) was een Belgisch ondernemer en bestuurder, voornamelijk van het familiaal veevoederbedrijf Vanden Avenne.

## Biografie
Walter Vanden Avenne was een kleinzoon van Zeno Vanden Avenne, een vlasboer die een handel in granen en meststoffen had opgestart, en een zoon van Gommarus Vanden Avenne en Gabriella Dubaere. Hij trouwde in 1952 met Cecile De Caestecker (1930-2012) en ze kregen twee zoons en een dochter.
Hij stond aan het hoofd van de familie Vanden Avenne en was bestuurder van het veevoederbedrijf Vanden Avenne-Ooigem, in 1889 opgericht door Zeno Vanden Avenne.
De vier zoons van Zeno Van den Avenne stonden aan de oorsprong van verschillende ondernemingen. Naast veevoeders Vanden Avenne-Ooigem, zijn dat:
- Vanden Avenne Izegem, handel in en opslag van veevoedergrondstoffen,
- Vanden Avenne Commodities, toelevering van grondstoffen voor de agro-industrie,
- Eurosilo, overslagbedrijf,
- Spano, spaanplaten en houtbewerking.

Vanden Avenne-Ooigem werd vanaf de jaren 1980 verder geleid door de zoons van Walter, Patrick (1954) en Harold (1957), die allebei trouwden met een dochter van baron Lucien Vlerick (1921-1996). In 2016 kocht Patrick, toen zijn twee zoons in de onderneming kwamen, zijn broer Harold uit, die vier dochters heeft en die zich voortaan toespitste op Calibra, een bedrijf voor kippenversnijden. Zijn dochter Caroline huwde met Michel Delbaere, voedingsindustrieel en voorzitter van Voka.
In 1984 werd hij opgenomen in de Belgische erfelijke adel met de persoonlijke titel van ridder.
Vanden Avenne was van 1985 tot 1989 voorzitter van het Vlaams Economisch Verbond (VEV). Hij was ook voorzitter van bouwgroep CFE en bestuurder van baggermaatschappij DEME.
Hij overleed in april 2023 op 95-jarige leeftijd.